# 真縫久春内線
真縫久春内線（まぬいくしゅんないせん）は、かつて樺太に存在した樺太庁道であり、豊栄郡白縫村から泊居郡久春内村を結んでいた。

## 概要
- 総延長 29.8km
- 幅員 全線5.5m

## 経由地
- 豊栄郡白縫村 - 泊居郡久春内村

## 接続道路
- 豊栄郡白縫村
  - 大泊国境線
- 泊居郡久春内村
  - 本斗安別線

## 特色
- 樺太の東海岸と西海岸を結ぶ最狭部に位置しており、樺太東線真縫駅と樺太西線久春内駅間にはバスの便があった。